# Galerie Colbert
Le galerie Colbert est un passage couvert parisien situé dans le 2e arrondissement.

## Situation et accès
La galerie Colbert est située dans le 2e arrondissement entre la place des Victoires et le jardin du Palais-Royal et accessible au 6, rue des Petits-Champs et au 2, rue Vivienne.
Ce site est desservi par les stations de métro Palais-Royal - Musée du Louvre (lignes 1 et 7) et Bourse (ligne 3).

## Origine du nom
Elle porte ce nom en raison du voisinage de l'ancien hôtel Colbert, précédemment hôtel Bautru.

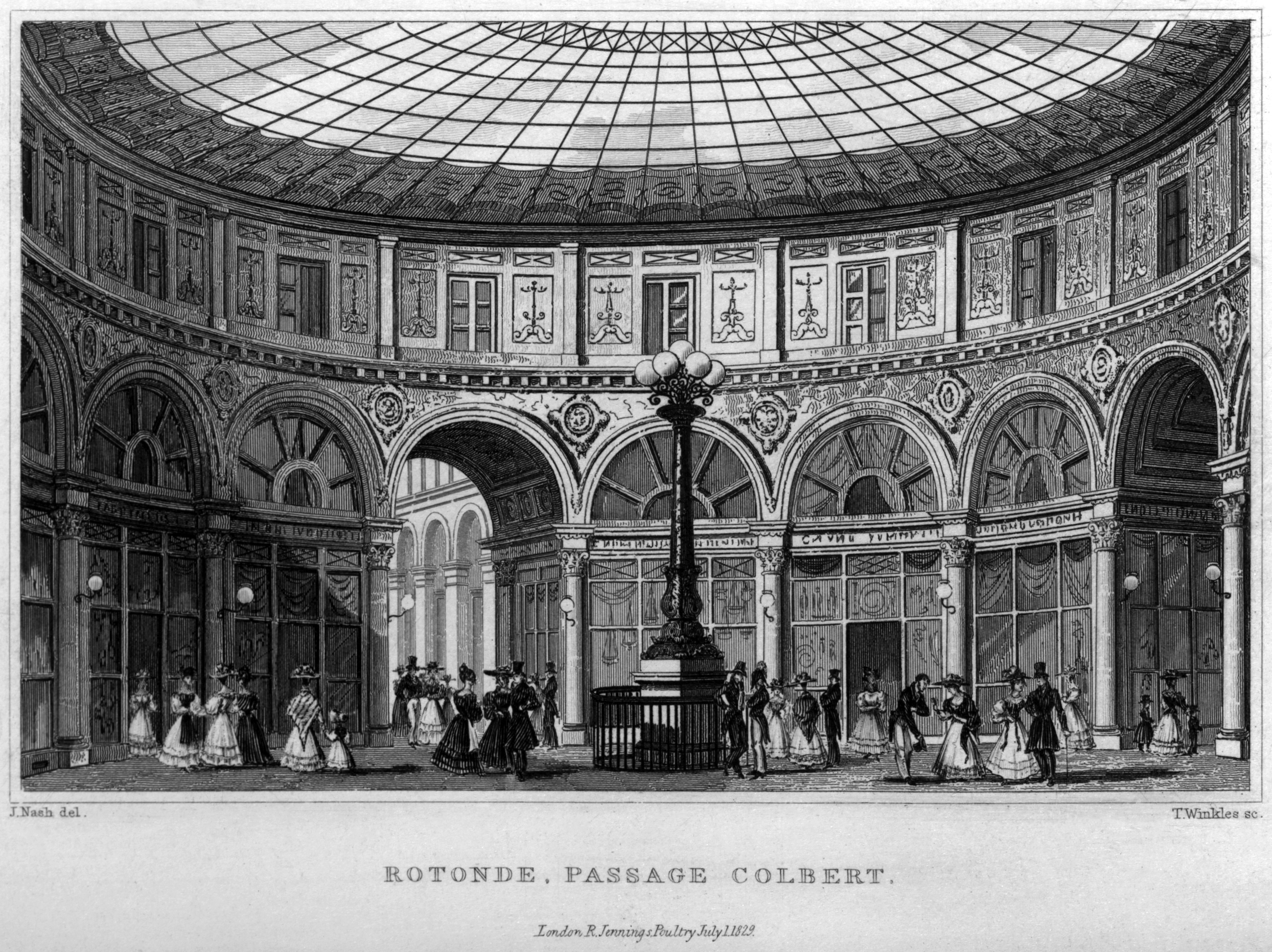
Rotonde de la galerie Colbert en 1831.

## Historique
La galerie Colbert est construite en 1827 pour concurrencer la galerie Vivienne, voisine de cette dernière, mais elle n'a pas eu autant de succès. 
Son désintérêt entraîne sa fermeture entre 1975 et 1986.
Après rénovation dans les années 1980, elle est achetée par la Bibliothèque nationale de France puis dévolue à l'Institut national d'histoire de l'art (INHA) et abrite depuis de nombreuses institutions liées à l'histoire de l'art et au patrimoine culturel.
La galerie Colbert est ouverte au public qui est invité à découvrir la magnifique rotonde surmontée d’une coupole en verre. Giuseppe Mengoni s’en est inspiré pour la construction de la Galleria Vittorio Emanuele II, à Milan. Une statue représentant Eurydice mourante, du sculpteur Charles-François Nanteuil-Leboeuf, initialement installée dans le jardin du Palais-Royal, orne le centre de la rotonde. La brasserie Le Grand Colbert, au décor Art nouveau, souvent utilisée pour le cinéma, est située à l’entrée de la galerie.  

### Berlioz à la galerie Colbert
Le 29 juillet 1830, Berlioz entonne La Marseillaise dans un arrangement personnel depuis une des fenêtres de la galerie. La foule entassée dans la galerie reprend en chœur et le musicien tombe évanoui.

## Institutions abritées

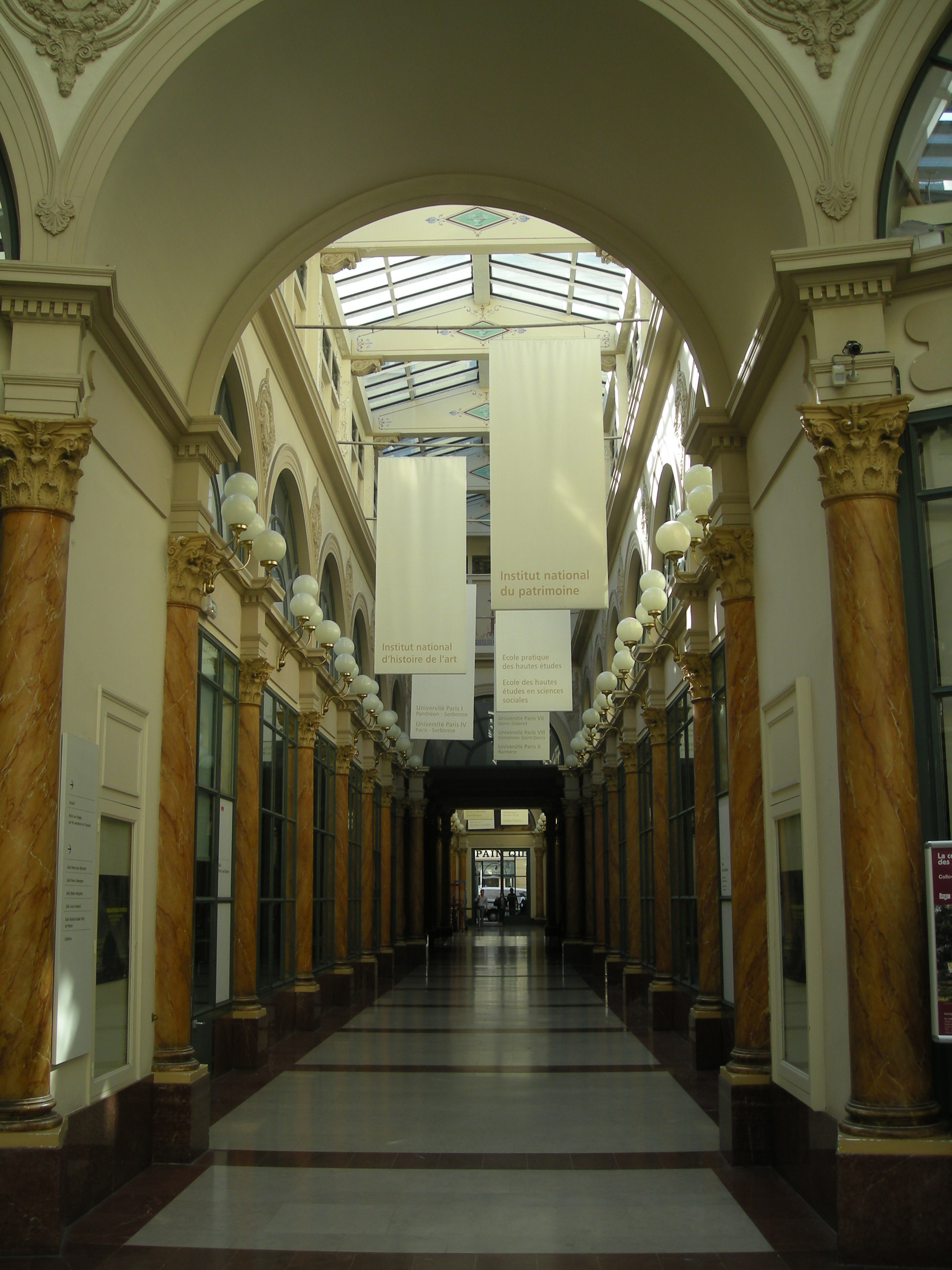
La galerie Colbert en 2011.

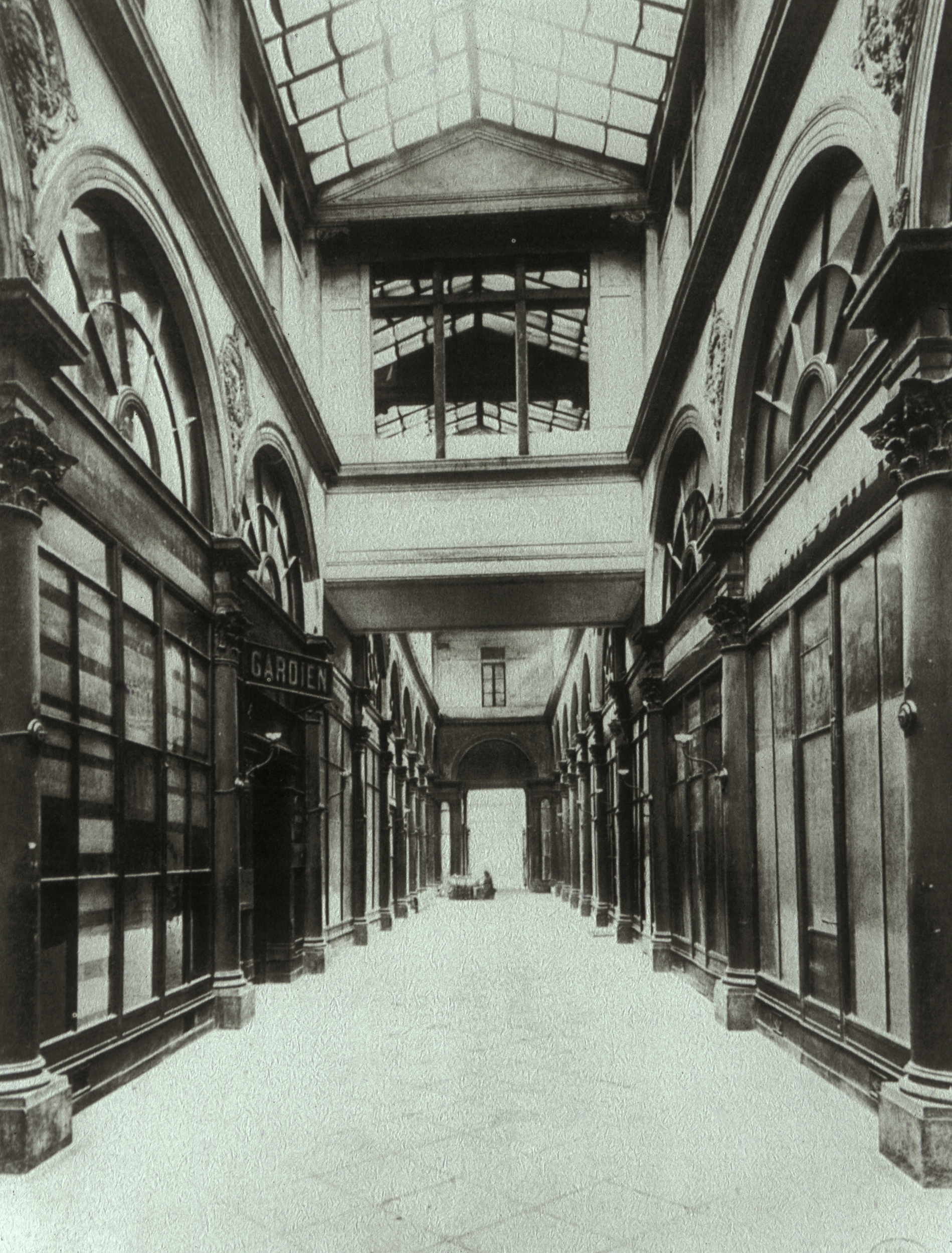
La galerie Colbert en 1900.

La galerie Colbert abrite notamment le siège :
- de l'Institut national d'histoire de l'art
- de l'Institut national du patrimoine
- du centre André-Chastel
- du Comité français d'histoire de l'art
- de l'Association des professeurs d’archéologie et d’histoire de l’art des universités (APAHAU) et de la revue Histoire de l'art
- du Festival de l'histoire de l'art
- de la Bibliothèque Gernet-Glotz.

La galerie Colbert héberge également les laboratoires de recherche et les écoles doctorales liés à l'histoire de l'art et au patrimoine culturel de plusieurs universités et écoles franciliennes :
- Université Paris-Sorbonne
- Université Paris-1 Panthéon-Sorbonne
- Université Sorbonne Nouvelle - Paris 3
- Université Paris X Nanterre
- EHESS
- EPHE
- Institutions rattachées au Centre national de la recherche scientifique

## Activités

### Expositions

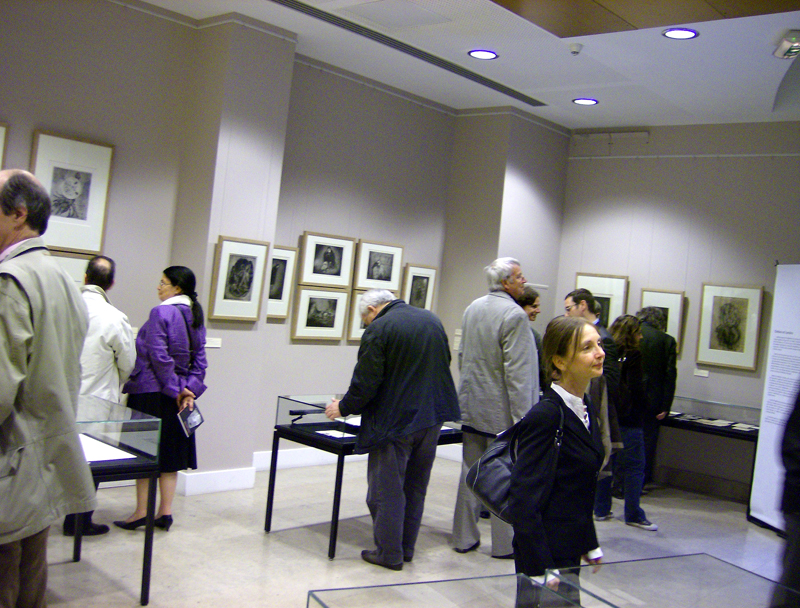
Vue de l'exposition « Johnny Friedlaender, le graveur dans son temps », en 2008.

Conçues par les chercheurs de l'INHA et leurs équipes, plusieurs expositions gratuites ont été présentées dans la salle Roberto-Longhi de la galerie Colbert. Étroitement liées aux programmes de recherche, elles visaient à mettre en valeur des fonds de la bibliothèque et de la documentation (les livres de fête, les recueils d'ornements…), de présenter les travaux de recherche sur telle ou telle thématique ou de célébrer une grande figure de l'histoire de l'art (André Chastel, Pierre Francastel, Louis Hautecœur, Louis Marin…).

### Séminaires, colloques, journées d'étude

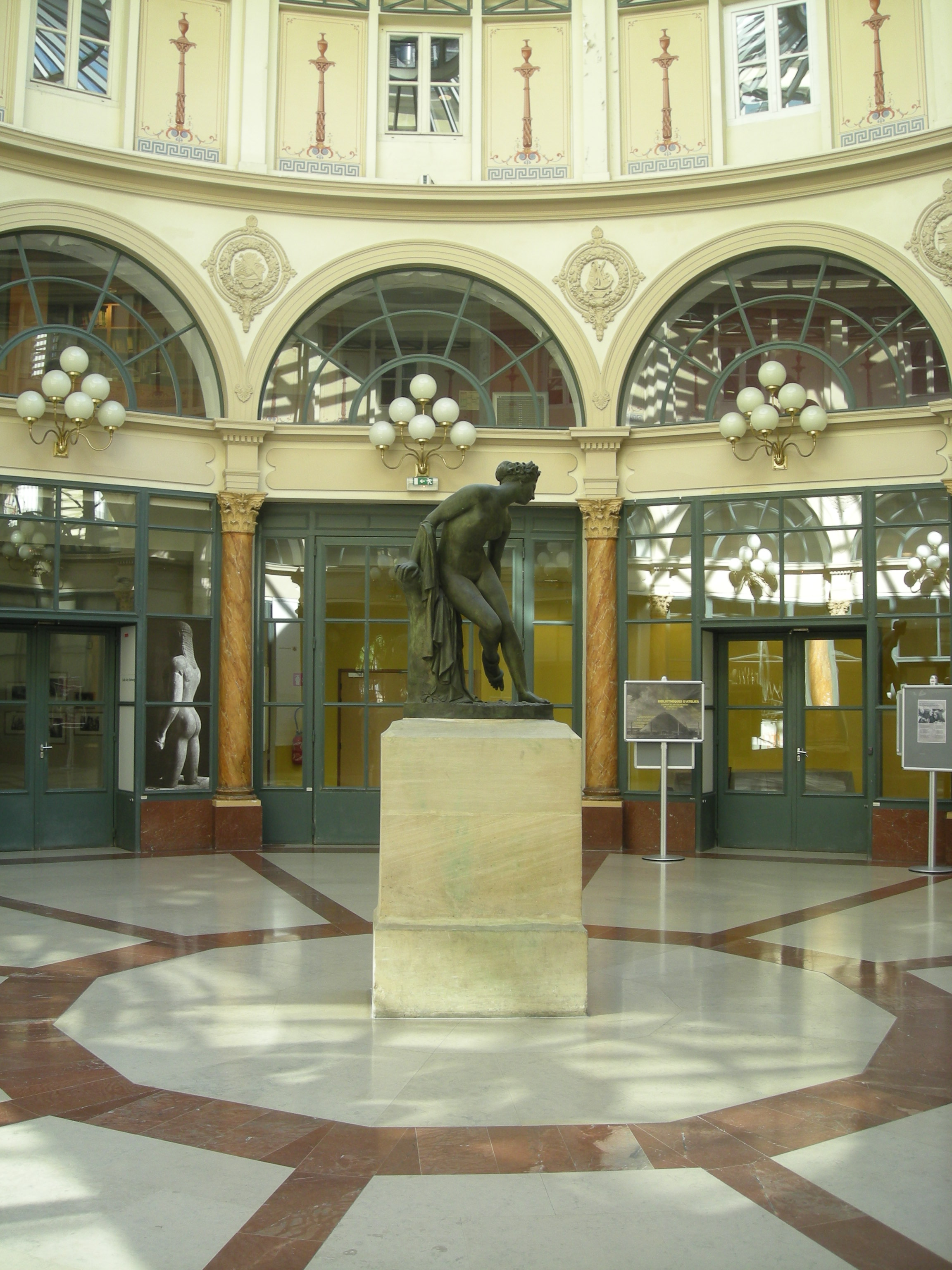
La statue représentant Eurydice trône au centre de la rotonde.
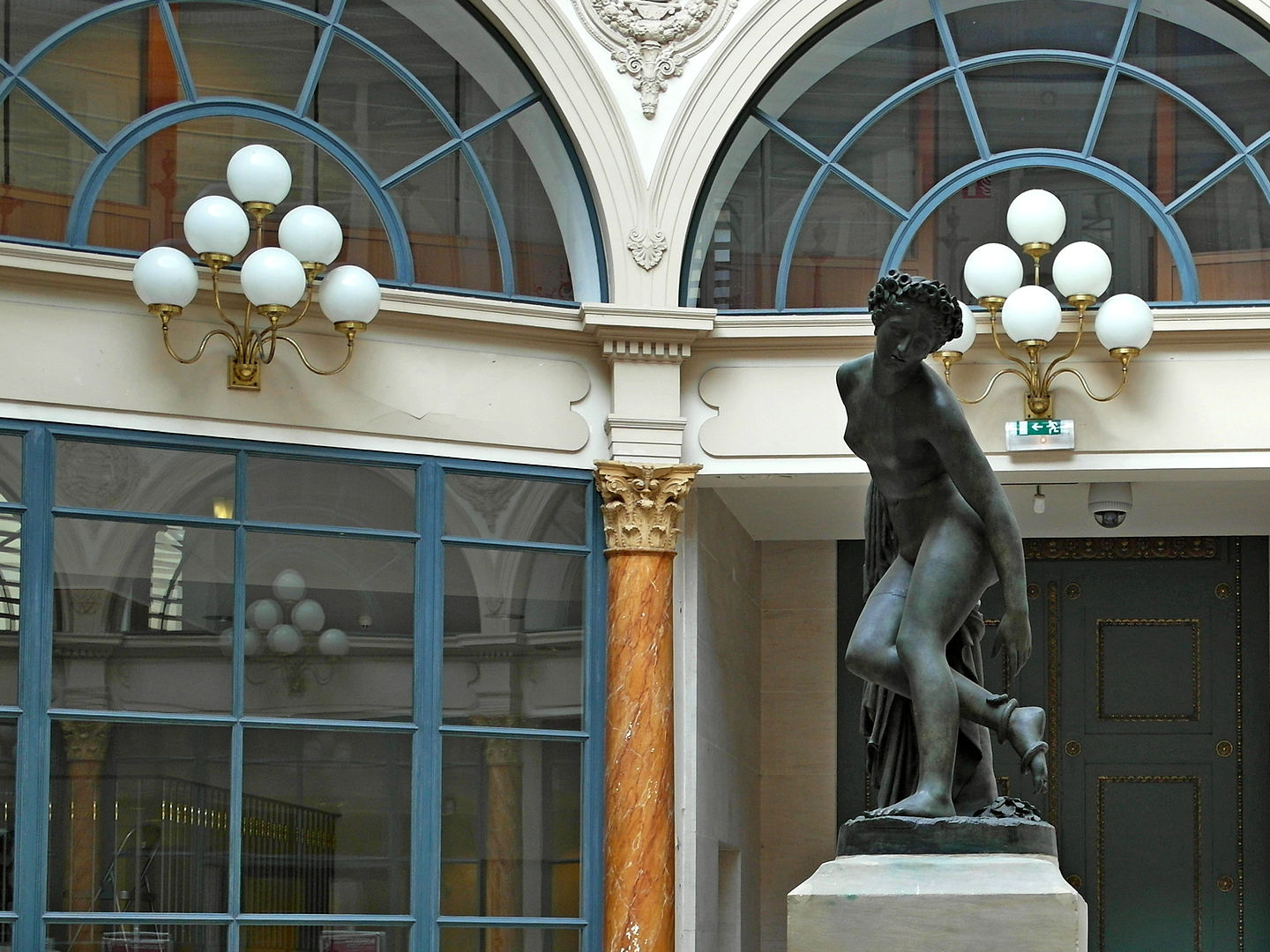
Charles-François Lebœuf (1792-1865), Eurydice mourante.
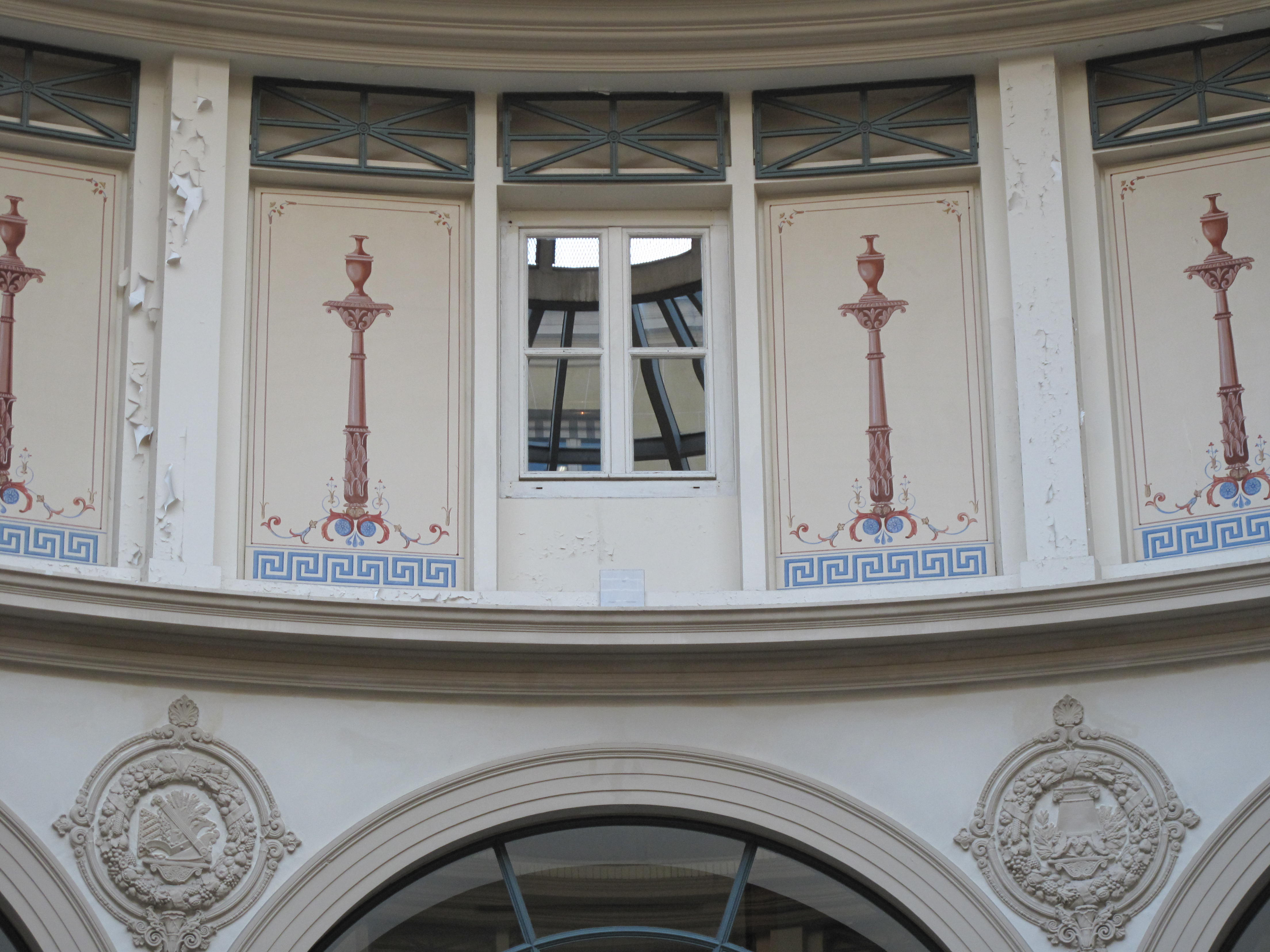
Détail de la coupole.
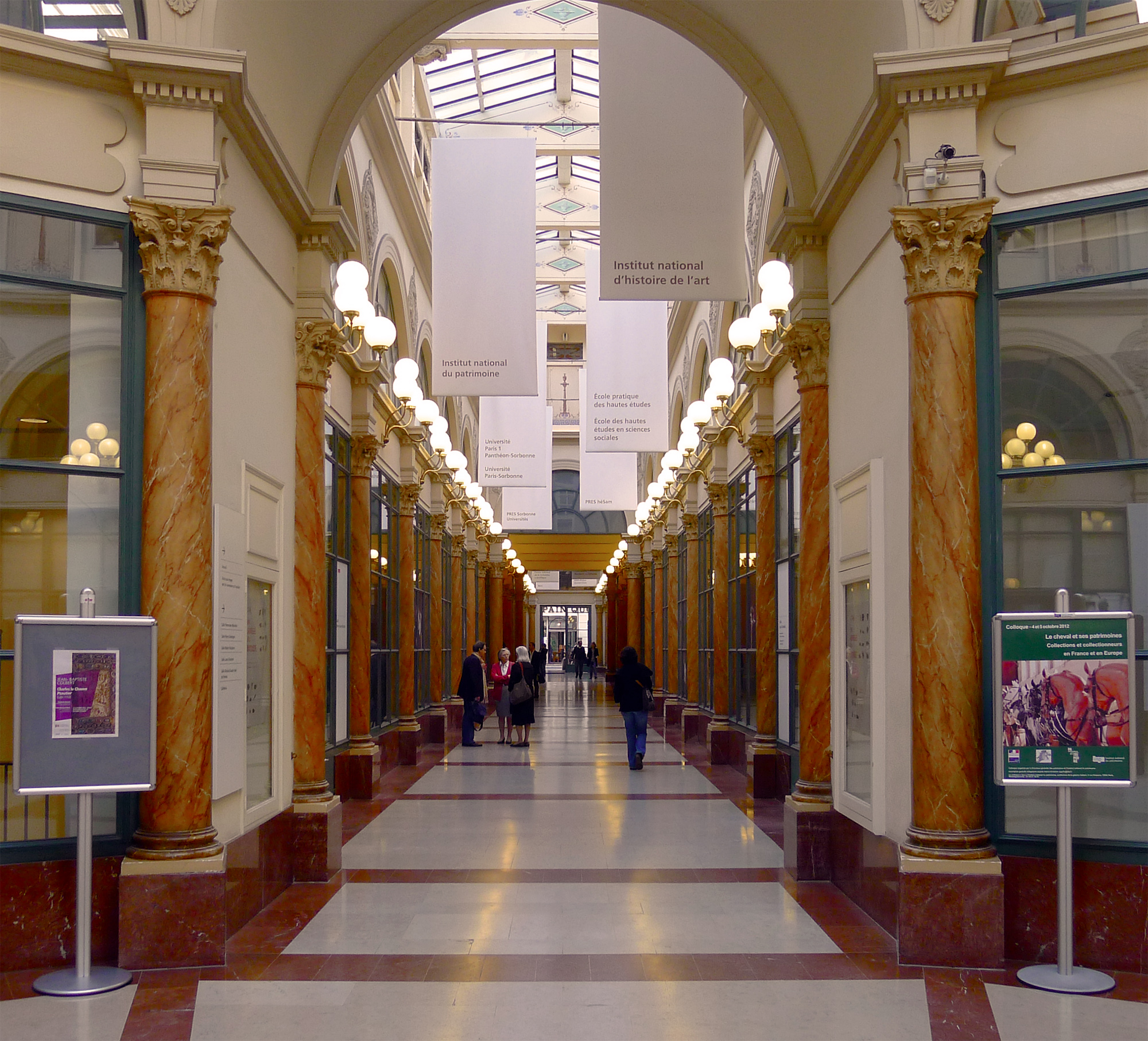
Galerie conduisant à la rue des Petits-Champs.
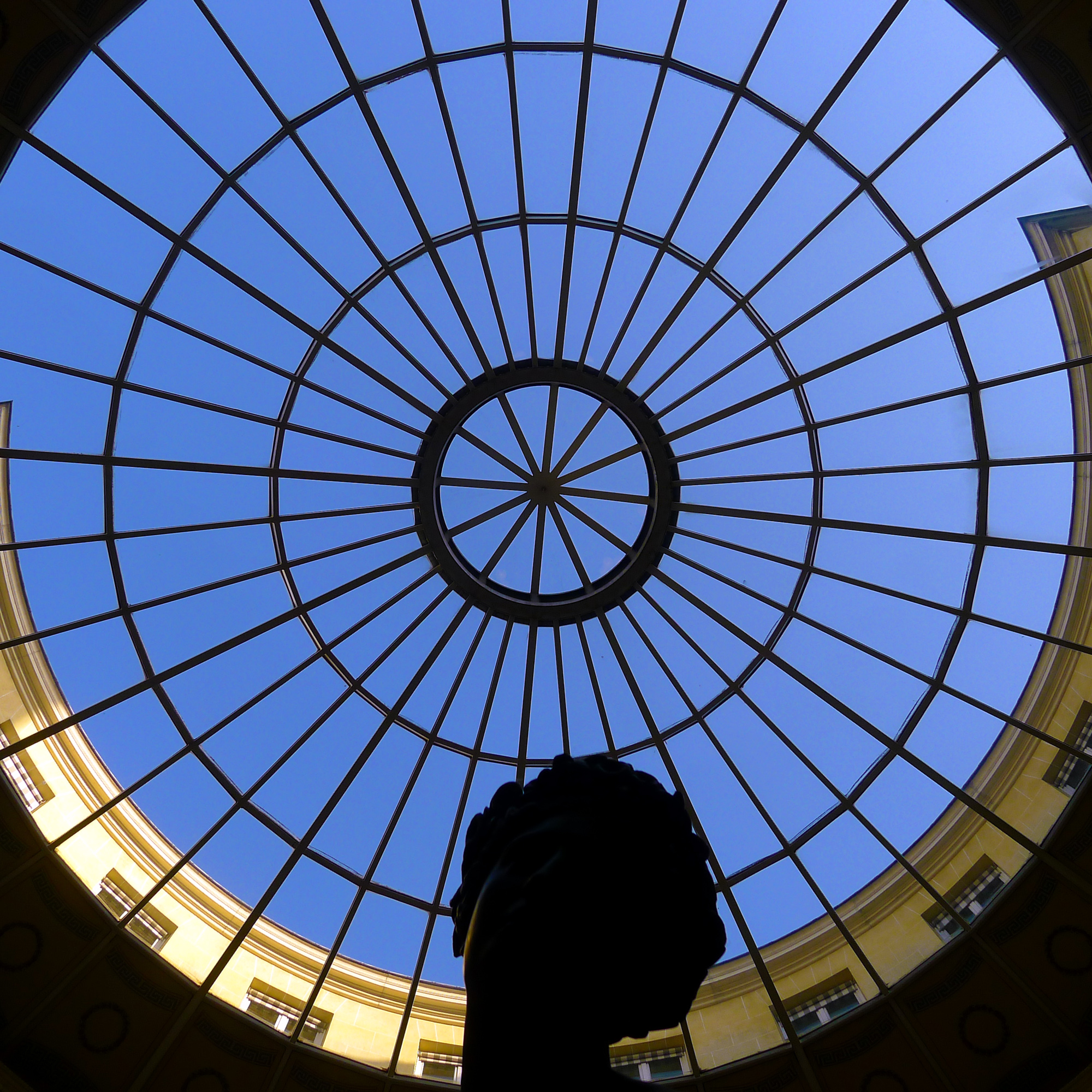
Coupole centrale.
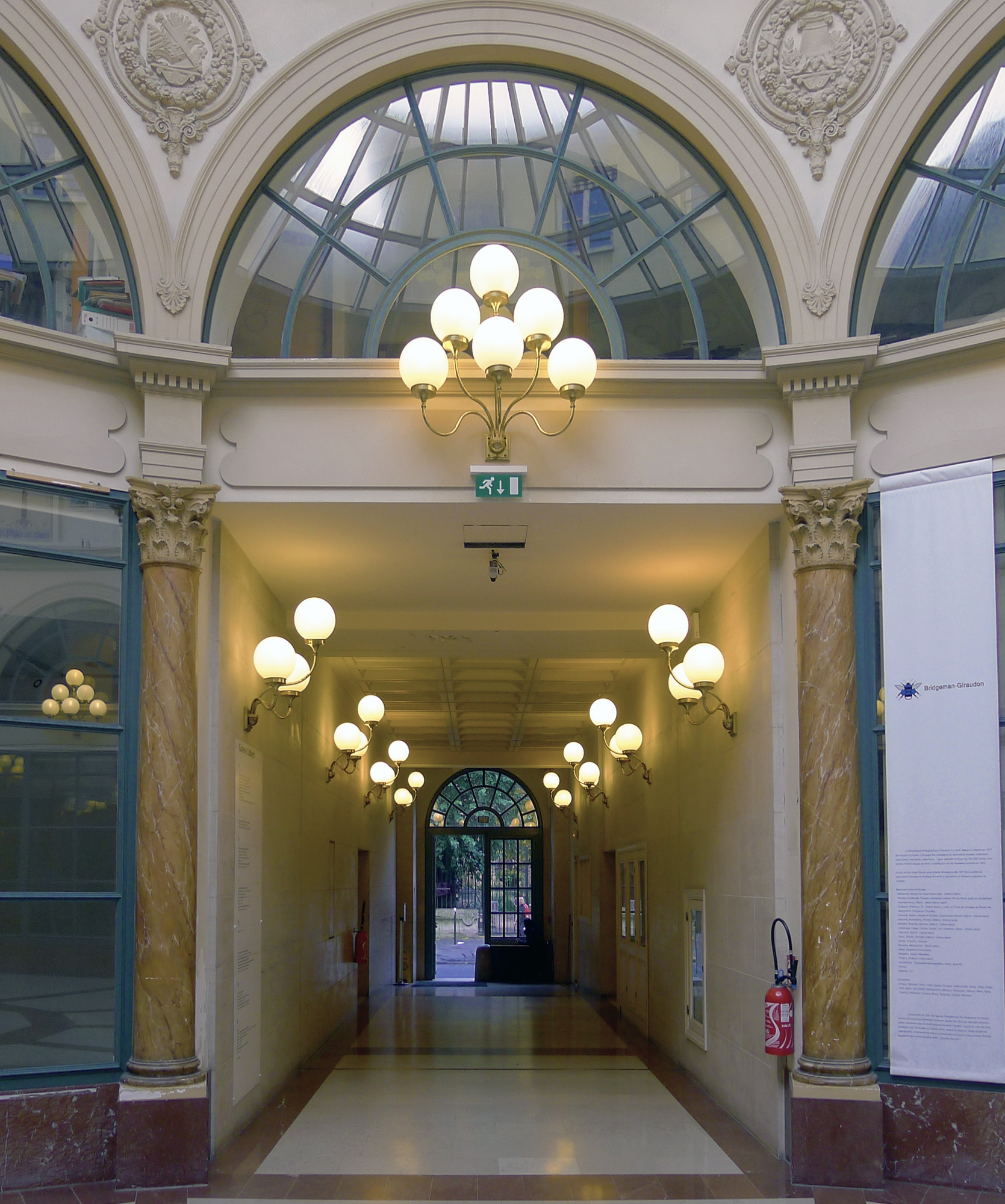
Galerie conduisant à la rue Vivienne.
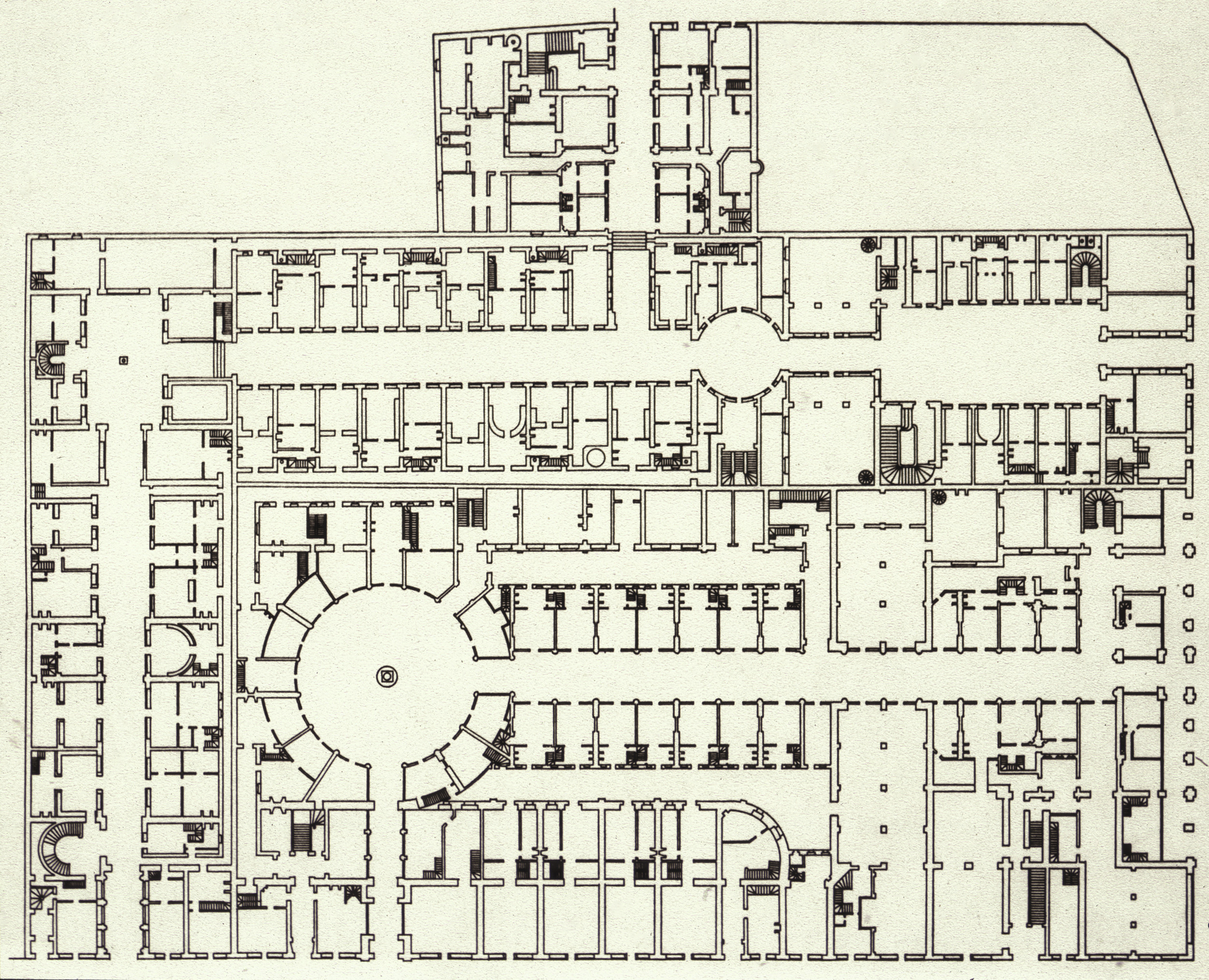
Galeries Colbert et Vivienne, plan au sol (1826).

## Postérité
Le principe de relier en un point de passage des allées de galerie qui se croisent, surmonté d’une rotonde, a influencé plusieurs architectes de galerie:
- Galeries royales Saint-Hubert, Bruxelles
- Galleria Vittorio Emanuele II, Milan
- Galleria Umberto I, Naples
- Victoria Arcades (en), Leeds

## Pour approfondir